# Bivacco Oreste Bossi
Il bivacco Oreste Bossi è un bivacco situato in Valtournenche, in Valle d'Aosta. È situato a monte del  colle di Breuil, ai piedi della cresta sud-est (cresta di Furggen) del Cervino, a 3345 metri di quota.

## Storia

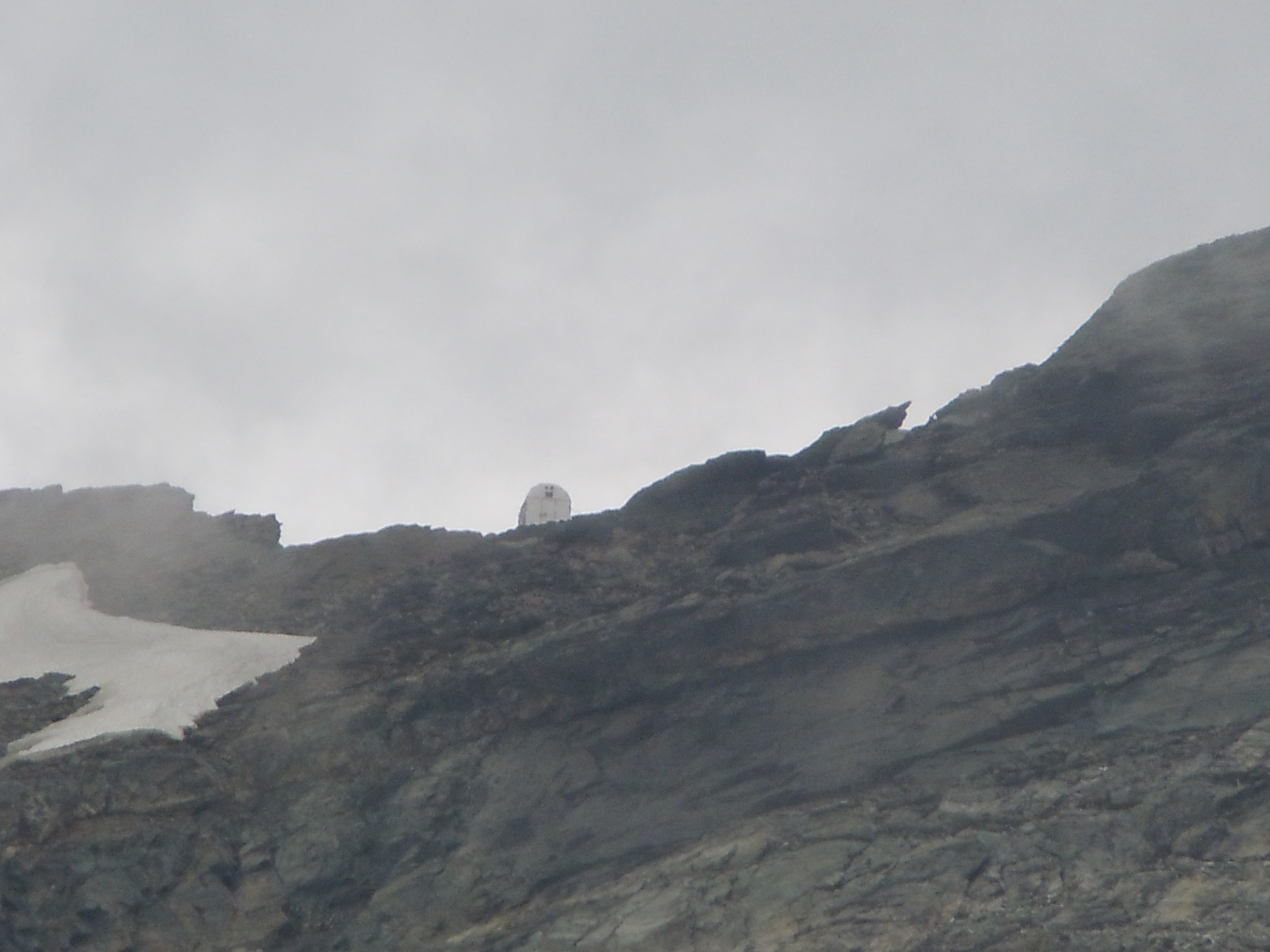
Il bivacco ripreso dall'anfiteatro sottostante

Il bivacco è stato inaugurato nel 1963. Ricorda l'alpinista Oreste Bossi, morto nel 1967 ai piedi del Monte Rosa.

## Caratteristiche e informazioni
Ha 9 posti letto ed è sempre aperto. È di proprietà del CAI sezione di Gallarate.

## Accessi
L'accesso al bivacco può avvenire partendo da Plan Maison (3h e 30 circa), dal rifugio Duca degli Abruzzi all'Oriondé (2h e 30 circa) o da Breuil Cervinia (4h e 45 circa).

## Ascensioni
Il bivacco serve per la salita al Cervino tramite l'impegnativa  cresta di Furggen. Si può anche utilizzare per traversare da Breuil Cervinia a Zermatt.